# Бак-Айленд (национальный резерват дикой природы)
Национальный резерват острова Бак (англ. Buck Island National Wildlife Refuge) — резерват дикой природы США на территории Американских Виргинских островов, расположенный в 4 км южнее острова Сент-Томас. Создан в 1969 году. Площадь — 0.18 км².  

## Описание
Острова были переданы службе рыбных ресурсов и дикой природы США из-за их значения для перелётных птиц. В ведомство службы зе́мли были получены от ВМФ США в 1969 г. и береговой охраны США в 1981 г. Морское дно возле островов изобилует затонувшими в результате столкновения с коралловыми рифами судами, что привлекает туристов-дайверов. Остров Бак является частью администрации карибского комплекса национальных резерватов дикой природы.